# IWRFアジア・オセアニア選手権
ワールド車いすラグビー アジア・オセアニア チャンピオンシップ（World Wheelchair Rugby Asia-Oceania Championship、略称：WWR-AOC）は、アジアおよびオセアニア地域のナショナルチームによる車いすラグビーの国際大会。旧称は「IWRFアジア・オセアニア選手権（IWRF Asia-Oceania Championship）」。2年ごとに開催されている。この大会は、車いすラグビー世界選手権およびパラリンピックの予選も兼ねている。

## 歴史
2001年（第1回大会）から2007年（第4回）までは、「IWASオセアニア選手権（IWAS Oceania Championship）」として開催。IWASは、現在の主催団体WWRの前身、国際車いす切断者競技連盟（International Wheelchair & Amputee Sports Federation）の略。
日本は第1回から参加している。2007年大会にカナダ代表が参加したが、2009年からアメリカ選手権に移った。2009年大会から「IWASアジア・オセアニア選手権（略称：IWAS AOC）」となり、対象地域を拡大。
2010年にIWASから車いすラグビー部門が独立し、IWRF（International Wheelchair Rugby Federation、国際車いすラグビー連盟）が創立した。これにより、2011年大会から名称が「IWRFアジア・オセアニア選手権（略称：IWRF AOC）」となった。2013年大会まで南アフリカ代表も参加していた。
2015年大会は、千葉県で開催され、大会スポンサー名がつき「三菱商事 2015 IWRF AOC」となった。日本が大会初優勝。
2021年大会は、新型コロナウイルス感染症の世界的流行のため、開催されなかった。
2021年にIWRFが「ワールドウィルチェアーラグビー（World Wheelchair Rugby、略称WWR）」に名称変更したことから、2023年大会から「ワールド車いすラグビー アジア・オセアニア チャンピオンシップ（World Wheelchair Rugby Asia-Oceania Championship（略称：WWR-AOC）」となった。また2023年大会は三井不動産が大会スポンサーとなり、「三井不動産 2023ワールド車いすラグビー アジア・オセアニア チャンピオンシップ（Mitsui Fudosan 2023 World Wheelchair Rugby Asia-Oceania Championship）」と銘打った。
2023年大会は、2024年パリパラリンピックのアジア・オセアニア地区からの出場1枠をかけた予選となった。日本代表が優勝し、6大会連続のパラリンピック出場となる。

## 各大会の概要
| 2001* | ニュージーランド · （クライストチャーチ） | · オーストラリア   | –     | · ニュージーランド | · 日本             | –     | · 南アフリカ共和国 |                   |
| 2003* | 日本 · （千葉）                           | · オーストラリア   | 32–31 | · ニュージーランド | · 日本             | –     | –                  |                   |
| 2005* | 南アフリカ共和国 · （ブラックパン）       | · ニュージーランド | 44–43 | · オーストラリア   | · 日本             | –     | · 南アフリカ共和国 |                   |
| 2007* | オーストラリア · （シドニー）             | · オーストラリア   | 47–41 | · カナダ           | · ニュージーランド | 29–25 | · 日本             |                   |
| 2009  | ニュージーランド · （クライストチャーチ） | · オーストラリア   | 53–45 | · ニュージーランド | · 日本             | 65–29 | · 韓国             |                   |
| 2011  | 韓国 · (ソウル)                           | · オーストラリア   | 59–41 | · 日本             | · ニュージーランド | 62–44 | · 韓国             |                   |
| 2013  | 南アフリカ共和国 · （プレトリア）         | · オーストラリア   | 55–48 | · 日本             | · ニュージーランド | 65–33 | · 南アフリカ共和国 | [ 10 ] [ 11 ]     |
| 2015  | 日本 · （千葉）                           | · 日本             | 56–51 | · オーストラリア   | · ニュージーランド | 52–36 | · 韓国             | [ 3 ] [ 5 ] [ 6 ] |
| 2017  | ニュージーランド · （オークランド）       | · オーストラリア   | 53–46 | · 日本             | · ニュージーランド | 44–41 | · 韓国             | [ 12 ] [ 13 ]     |
| 2019  | 韓国 · （江陵市）                         | · オーストラリア   | 57–55 | · 日本             | · ニュージーランド | 50–43 | · 韓国             | [ 14 ]            |
| 2023  | 日本 · （東京）                           | · 日本             | 55–44 | · オーストラリア   | · ニュージーランド | 53–31 | · 韓国             | [ 15 ]            |
| 2025  |                                           |                    | –     |                    |                    | –     |                    |                   |
| 2027  |                                           |                    | –     |                    |                    | –     |                    |                   |

* 印はオセアニア選手権。無印はアジア・オセアニア選手権。

## メダル獲得数
| 順 | 国・地域         | 金 | 銀 | 銅 | 計 |
| -- | ---------------- | -- | -- | -- | -- |
| 1  | オーストラリア   | 8  | 3  | 0  | 11 |
| 2  | 日本             | 2  | 4  | 4  | 10 |
| 3  | ニュージーランド | 1  | 3  | 7  | 11 |
| 4  | カナダ           | 0  | 1  | 0  | 1  |

## チーム別成績
| 国               | 2001* | 2003* | 2005* | 2007* | 2009 | 2011 | 2013 | 2015 | 2017 | 2019 | 2023 | 出場回数 |
| オーストラリア   | 1位   | 1位   | 2位   | 1位   | 1位  | 1位  | 1位  | 2位  | 1位  | 1位  | 2位  | 11       |
| 日本             | 3位   | 3位   | 3位   | 4位   | 3位  | 2位  | 2位  | 1位  | 2位  | 2位  | 1位  | 11       |
| ニュージーランド | 2位   | 2位   | 1位   | 3位   | 2位  | 3位  | 3位  | 3位  | 3位  | 3位  | 3位  | 11       |
| 韓国             | –     | –     | –     | 7位   | 4位  | 4位  | –    | 4位  | 4位  | 4位  | 4位  | 7        |
| 南アフリカ共和国 | 4位   | –     | 4位   | 5位   | 5位  | –    | 4位  | –    | –    | –    | –    | 5        |
| カナダ           | –     | –     | –     | 2位   | –    | –    | –    | –    | –    | –    | –    | 1        |
| 中華人民共和国   | –     | –     | –     | 6位   | –    | –    | –    | –    | –    | –    | –    | 1        |

* 印は「オセアニア選手権」。無印は「アジア・オセアニア選手権」。

### 参照
1. ↑  Shinichi Shimakawa, Melrose Wheelchairs
2. ↑  About the Sport, Official site of World Wheelchair Rugby (WWR)
3. 1 2  “三菱商事 2015 IWRF AOC”.   日本車いすラグビー連盟. 2024年1月16日閲覧。
4. 1 2  “AOC大会最終結果及びベストプレーヤー賞のお知らせ - JWRF 一般社団法人 日本車いすラグビー連盟”. JWRF 一般社団法人 日本車いすラグビー連盟 - 一般社団法人 日本車いすラグビー連盟の公式サイトです。国内大会や国際大会の試合結果や最新情報などをご紹介します。 (2023年7月5日). 2024年1月12日閲覧。
5. 1 2  “ウィルチェアーラグビー 日本が初優勝！ リオの出場権も獲得！ （動画あり） | ウェブ電通報”. dentsu-ho.com. 2024年1月16日閲覧。
6. 1 2  “三菱商事 2015 IWRF アジア・オセアニア チャンピオンシップ | TOKYO障スポ・ナビ | 障害者スポーツ・パラスポーツ専門ポータルサイト”. tokyo-shospo-navi.info. 2024年1月16日閲覧。
7. ↑  IWRF changes names to World Wheelchair Rugby to celebrate 45 years of sport
8. ↑  “INFORMATION｜2023 WWR Asia-Oceania Championship”. www.2023wwr-aoc.tokyo. 2024年1月16日閲覧。
9. ↑  “車いすラグビー優勝、そして、パリパラリンピック出場決定！”. Paraphoto. 2024年1月12日閲覧。
10. ↑  “Australia claim Asia-Oceania wheelchair rugby crown” (英語). International Paralympic Committee. 2024年1月16日閲覧。
11. ↑  “Australia take Asia Oceania while Japan seals 2014 World Championship spot”. www.insidethegames.biz (2013年11月24日). 2024年1月16日閲覧。
12. ↑  “ニュージランド、オーストラリアを破り２連勝！｜IWRF2017アジア・オセアニアウィルチェアーラグビー選手権”. Glitters 障害者スポーツ専門ニュースメディア. 2024年1月16日閲覧。
13. ↑  “戦歴　2017”. wakuwaku-works.com. 2024年1月16日閲覧。
14. ↑  “日本はオーストラリアに敗れ準優勝｜2019 IWRF 車いすラグビーアジア・オセアニア選手権大会”. Glitters 障害者スポーツ専門ニュースメディア. 2024年1月16日閲覧。
15. ↑  “SCHEDULE｜2023 WWR Asia-Oceania Championship”. www.2023wwr-aoc.tokyo. 2024年1月16日閲覧。